# Betty Veizaga
Natividad Betty Veizaga Siles (Vacas, Cochabamba, 1957) est une musicienne folklorique bolivienne. 
Elle joue du charango et du ronroco (en) et chante principalement en quechua. 
Elle commence dans la radio locale de Vacas et est membre du Grupo Pukaj Wayra avec ses frères, et les duos Takiytinku avec son mari Rufo Zurita et Quilla Zurita sa fille.

## Discographie

### Betty Veizaga et Grupo Pukaj Wayra
- Ama Sua, Ama Qhella, Ama Llulla, Lyrichord disc - États-Unis, 1981.
- Vi bygger en skola, 1987.
- Vaqueñita, Lauro - Bolivie, 1993.
- Tinkuy, Lauro - Bolivia, 1994
- Así es mi tierra, Lauro - Bolivia, 1997; Sol de los Andes - Équateur, 1998.
- Con sentimiento a mi tierra, Lauro - Bolivie, 1999.
- Canta conmigo ..., Lauro - Bolivie, 2000.
- El valluno cholero, Bolivie.

### Betty - Quilla et Grupo Pukaj Wayra
- Nuestra ilusión, Lauro - Bolivie, 2003.
- A mi Bolivia, Bolivie, 2009.

### Betty - Quilla
- Con lo mejor y algo más, Bolivie.

### Dúo Takiytinku (Rufo Zurita - Betty Veizaga)
- Un encuentro de canto tradicional, Bolivie.
- El valluno cholero, Bolivie.
- Lo Nuevo, lo Mejor de Pukay Wayra, Bolivie.
- Soledad, Bolivia, 2010.

### Betty Veizaga et Rolando Quinteros
- Carnavaleando con..., Bolivie.